# Сабукио
Сабукио (груз. საბუკიო) — село в Грузии, на территории Хобского муниципалитета края (мхаре) Самегрело-Верхняя Сванетия.

## География
Село находится в западной части Грузии, на левом берегу реки Утуори, на расстоянии приблизительно 8 километров (по прямой) к западо-северо-западу от города Хоби, административного центра муниципалитета. Абсолютная высота — 7 метров над уровнем моря.

## Население
По результатам официальной переписи населения 2014 года, в Сабукио проживало 186 человек (86 мужчин и 100 женщин). В национальной структуре населения грузины составляли 97,8 %, русские — 1,6 %, белорусы — 0,6 %.
| Год  | Население, человек |
| ---- | ------------------ |
| 2002 | 444                |
| 2014 | ↘ 186              |